# Joseph Moralt
Joseph Moralt (* 5. August 1775 in Schwetzingen; † 13. November 1855 in München) war ein deutscher Musiker.

## Leben
Nach erstem Unterricht bei seinem Vater und dem Stadtmusikus Karl Geller bekam Moralt Geigenunterricht beim Violinisten Lops, einem Kammermusiker des Herzogs Clemens von Bayern. Den „letzten Schliff“ erhielt er dann vom bekannten Münchener Kapellmeister und Komponisten Peter von Winter. 1788 wurde Moralt mit 13 Jahren als Accessist in die kurfürstliche Hofmusik aufgenommen und bald darauf zum Hofmusiker befördert.
Um 1811 gründete Moralt zusammen mit seinem Bruder Philipp die Musikalische Akademie in München und trat dort oft auch als Dirigent auf. Die Moralt-Brüder Joseph, Johann Baptist, Jakob und Philipp gründeten das von Anfang an sehr erfolgreiche Moralt-Quartett, ein Streichquartett. Große Konzertreisen durch Deutschland und ins Ausland folgten, so im Jahre 1800 durch die Schweiz über Genf nach Lyon und Paris oder 1806 wieder nach Lyon und dann durch ganz Deutschland. 
Mit 18 Jahren spielte Moralt am 24. März 1793 in dem Treizième Concert de Mrs. Les Amateurs in München ein Violinkonzert seines Lehrers Peter Winter und trat in der Folgezeit oft als Solist in den Konzerten der musikalische Gesellschaften wie „Harmonia“ oder „Frohsinn“ in München auf, deren Orchester er später auch leitete. Zum ersten Mal hatte er als Dirigent besonderen Erfolg, als er im Jahre 1800 in einem – offenbar für die französischen Besatzungstruppen angeordneten – Konzert Haydns „Schöpfung“ leitete und auch dem französischen Obergeneral Jean Victor Moreau, dem Oberbefehlshaber der Rheinarmee und Sieger von Hohenlinden, auffiel. 
Am 10. Mai 1800, also mit noch nicht 25 Jahren, wurde er zum kurfürstlichen Konzertmeister befördert als Nachfolger von Ignaz Fränzl, der Instrumentalmusikdirektor geworden war. Mit der Ernennung zum Konzertmeister der Hofmusik begannen für Moralt Jahre großen Erfolges und allgemeinen Wohlwollens. In dieser Stellung hatte er die auf dem Spielplan des Nationaltheaters stehenden Opern einzustudieren, da er zugleich ab 1828 Instrumentaldirektor des kgl. Hoftheaters war.
Moralt gehörte auch zu den Gründern der „Musikalischen Akademie München“, die durch eine Kabinettsordre von König Max Joseph I. am 9. November 1811 genehmigt wurde. Er gehörte von der Gründung an Jahrzehnte zu den Direktionsmitgliedern der Akademie und ist ihr bis zu seinem Tod treu geblieben.
Nach internen Auseinandersetzungen über die Aufgabenverteilung, in die sich König Ludwig I. (Bayern) einschaltete, wurde im Oktober 1827 festgelegt, dass Joseph Hartmann Stuntz Vokal-Kapellmeister blieb, zum Orchester-Direktor ernannte der König Joseph Moralt mit dem Titel und Rang eines Hofmusik-Instrumental-Direktors. Zu seinen fest umrissenen Aufgaben gehörte die Leitung des Orchesters bei Quartett- und Orchesterproben, sowie bei Aufführungen mit der Verpflichtung, sich mit dem Vokal-Kapellmeister rechtzeitig und zwar vor den Proben „in freundschaftliches Benehmen zu setzen“, wie die Oper einstudiert, die Tempi zu nehmen und die Soli festzusetzen seien. 
Damit war dem Willen des Königs genüge getan und Moralt nun ab 1. November 1827 auch Dirigent des Hoftheater-Orchesters. Es ist aber nicht zu verkennen, dass diese Ernennung eine besondere Ehrung für Joseph Moralt darstellte.
Joseph Moralt, bisher Junggeselle, heiratete am 17. Oktober 1827 seine Schwägerin Maria Theresia Moralt geb. Raab, die Witwe seines verstorbenen Bruders Jakob Moralt, die sich nach dem Tod ihres Mannes mit ihren sechs Kindern und einer bescheidenen Pension schlecht und recht durchbrachte. 
Zu Hause erwartete den vom Wohlwollen des Publikums und vor allem seines Königs getragenen Dirigenten die Beschaulichkeit einer bürgerlichen Häuslichkeit, zuerst am Rindermarkt Nr. 618 über zwei Stiegen, dann in der Schönthurmstrasse Nr. 1029 über drei Stiegen, später am Karmelitenplatz Nr. 1447 und schließlich an der Pfandhausstrasse Nr. 3 (neu). Inzwischen hatte ihm seine Ehefrau Theresia zu den sechs Stiefkindern noch einen Sohn geschenkt.
In einem Bericht vom 9. November 1835 führt der Intendant die Nachteile der doppelten Besetzung auf und schlägt einen Dirigenten für die Oper vor, einen befähigten Kapellmeister von Format, der die Funktionen der bisherigen Dirigenten übernehmen solle. Etwas sonderbar hört sich an, wie er in seinem Bericht über die bisherigen Opernleiter und andere verdiente Orchestermitglieder urteilt: Moralt sei jetzt alt und stumpf geworden – er war gerade 60 Jahre alt – Stuntz, der seine Unfähigkeit bewiesen habe, habe kein Interesse mehr seit ihm die Instrumentaldirektion genommen worden sei und werde am besten pensioniert. Moralt könne als Aushilfe für die Opernleitung beibehalten werden.
1836 wurde Franz Lachner Opernkapellmeister und Moralt auf die aushilfsweise Operndirektion beschränkt. Moralt stellte damals fest, er „würde von der selben Feder angegriffen werden, welche auf Kosten der von mir frühehin geführten Orchester-Direction die von der kgl. Hoftheater-Intendanz herbeygeführte Veränderung anrühmte, während es doch solcher Mittel nicht bedarf, den Ruhm eines Mannes, wie Kapellmeister Lachner zu vergrößern, dessen Verdienste als Compositeur und Orchester-Director ich selbst vor allen die höchste Bewunderung zolle und der von mir ein Orchester übernahm, dessen Leitung mir zur größten Ehre gereichte und dessen Leistungen sowohl bey Aufführungen der Opern als auch bey jenen der Oratorien und Concerten sich stets der ausgezeichnetsten Anerkennung von Seiten allerhöchsten Hofes und des hiesigen Publikums zu erfreuen hatte“. 
Umso verständlicher aber ist auch, dass sich der alternde Musikdirektor in der neuen Atmosphäre des Hoftheaters nicht mehr recht wohl fühlte. Er übernahm zwar immer wieder die Vertretung Lachners in der Hofoper, zog sich aber immer mehr auf sein eigentliches Arbeitsgebiet bei der Hofmusik zurück. Als er wieder einmal die Oper Der Barbier von Sevilla dirigiert hatte, setzte er sich hin und schrieb an die Hoftheater-Direktion ein Gesuch auf Befreiung vom Theaterdienst. 
„Die Schwäche meiner Augen macht es mir ungeachtet der Augengläser fast unmöglich, die klein geschriebenen Noten der Partituren zu lesen, und das Gehör hat dergestalt nachgelassen, dass ich die Worte der Sänger öfters nicht verstehen kann, wodurch sehr leicht Störungen in der Darstellung der Oper entstehen können“, schreibt er unterm 8. November 1836. Sollte aber je eine solche Störung eintreten, so würde in den in- und ausländischen Blättern, ungeachtet seines hohen Lebensalters und seiner bisherigen Leistungen, darüber berichtet werden und seine Künstlerehre darunter leiden. Nun habe S.M. der König, zwar erst im vergangenen Mai seine allerhöchste Zufriedenheit mit seinen Leistungen bezeugt, ihm aber auch anlässlich des ersten Akademiekonzertes allerhuldreichst persönlich gesagt, dass er hinsichtlich seiner Theaterdienste die Ruhe vermutlich verdient habe. 
Moralt wurde „unter Bezeigung allerhöchster Zufriedenheit mit seinem bisherigen Diensten“ nämlich mit Wirkung vom 1. August 1836 als Direktor des Orchesters im kgl. Hoftheater in Ruhestand versetzt. König Ludwig I. verlieh ihm die goldene Ehrenmünze des kgl. Ludwig-Ordens. Am 13. November 1855 ist er in München im 81. Lebensjahr gestorben, nachdem ihn ein schweres Leiden drei Monate lang ans Bett gefesselt hatte. Am 15. November hat man ihn unter großer Anteilnahme zu Grabe getragen.
Joseph Moralts Witwe, Maria Theresia Moralt geb. Raab, die mit ihrem Sohn, dem Hofmusiker Anton Moralt zusammen in der Pfandhausstrasse wohnte, überlebte ihren Mann nur knapp zwei Jahre und starb am 20. Dezember 1857.

## Familie
Ihre Eltern waren der Musiker Adam Moralt (1748–1811) und Maria Anna Kramer. Er hatte mindestens acht Geschwister:
- Johann Baptist Moralt (1777–1825), Komponist
- Philipp Moralt (1780–1830), Violoncellist
- Jakob Moralt (1780–1820), Bratscher
- Clementine Moralt (1797–1845), Opernsängerin
- Carl Moralt (1800–1853), Kontrabassist
- Friedrich Moralt (1805–1869), Hornist
- Anton Moralt (1807–1862), Kontrabassist
- August Moralt (1811–1886), Violoncellist

Sein Schwager war der Opernsänger Julius Pellegrini (1806–1858).